# Região hidrográfica do Atlântico Leste

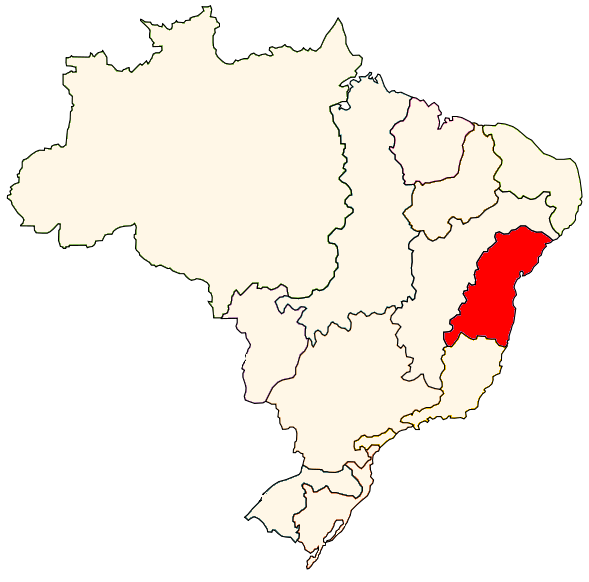
Mapa com a localização da Região hidrográfica do Atlântico Leste.

A região hidrográfica do Atlântico Leste é uma das doze regiões hidrográficas do território brasileiro.
Possui uma área de 388.000  km², englobando 526 municípios dos estados de Sergipe, leste da Bahia, nordeste de Minas Gerais e norte do Espírito Santo. Dentro de seus limites encontram-se a Região Metropolitana de Salvador e a capital sergipana de Aracaju, além de outros centros regionais importantes, como Feira de Santana, Vitória da Conquista, Itabuna e Ilhéus.
Sua vazão média conjunta é de 1.400 m³/s, englobando as bacias hidrográficas dos rios Paraguaçu, de Contas, Salinas, Pardo, Jequitinhonha, Mucuri, Itapicuru dentre outros.
Os biomas característicos da bacia do Atlântico Leste são a Mata Atlântica e a Caatinga, além de pequenas porções de Cerrado. Em virtude da grande pressão antrópica sofrida historicamente pela região, a Mata Atlântica encontra-se atualmente ameaçada pela expansão urbana e pela cultura de cana-de-açúcar e a Caatinga pelas atividades pecuárias. Além disso, os rios Jequitinhonha, Salinas e Pardo apresentam concentrações de metais pesados resultantes do garimpo e dragagem para mineração.